# امبریرز-ل-ولس
امبریرز-ل-ولس (به فرانسوی: Ambrières-les-Vallées) یک کامین در فرانسه است که در Canton of Ambrières-les-Vallées واقع شده‌است.

## خصوصیات
امبریرز-ل-ولس ۳۸٫۷۸ کیلومترمربع مساحت و ۲٬۷۷۸ نفر جمعیت دارد و ۱۱۵ متر بالاتر از سطح دریا واقع شده‌است.